# Tylopaedia
Tylopaedia is een geslacht van vlinders van de familie van de Lycaenidae, uit de onderfamilie van de Aphnaeinae. De wetenschappelijke naam en de beschrijving van dit geslacht werden voor het eerst in 1973 gepubliceerd door Gerald Edward Tite en Charles Gordon Campbell Dickson.
Dit geslacht is monotypisch, dat wil zeggen dat het maar één soort heeft namelijk Tylopaedia sardonyx (Trimen, 1868) uit Zuidelijk-Afrika.